# Bratwurst

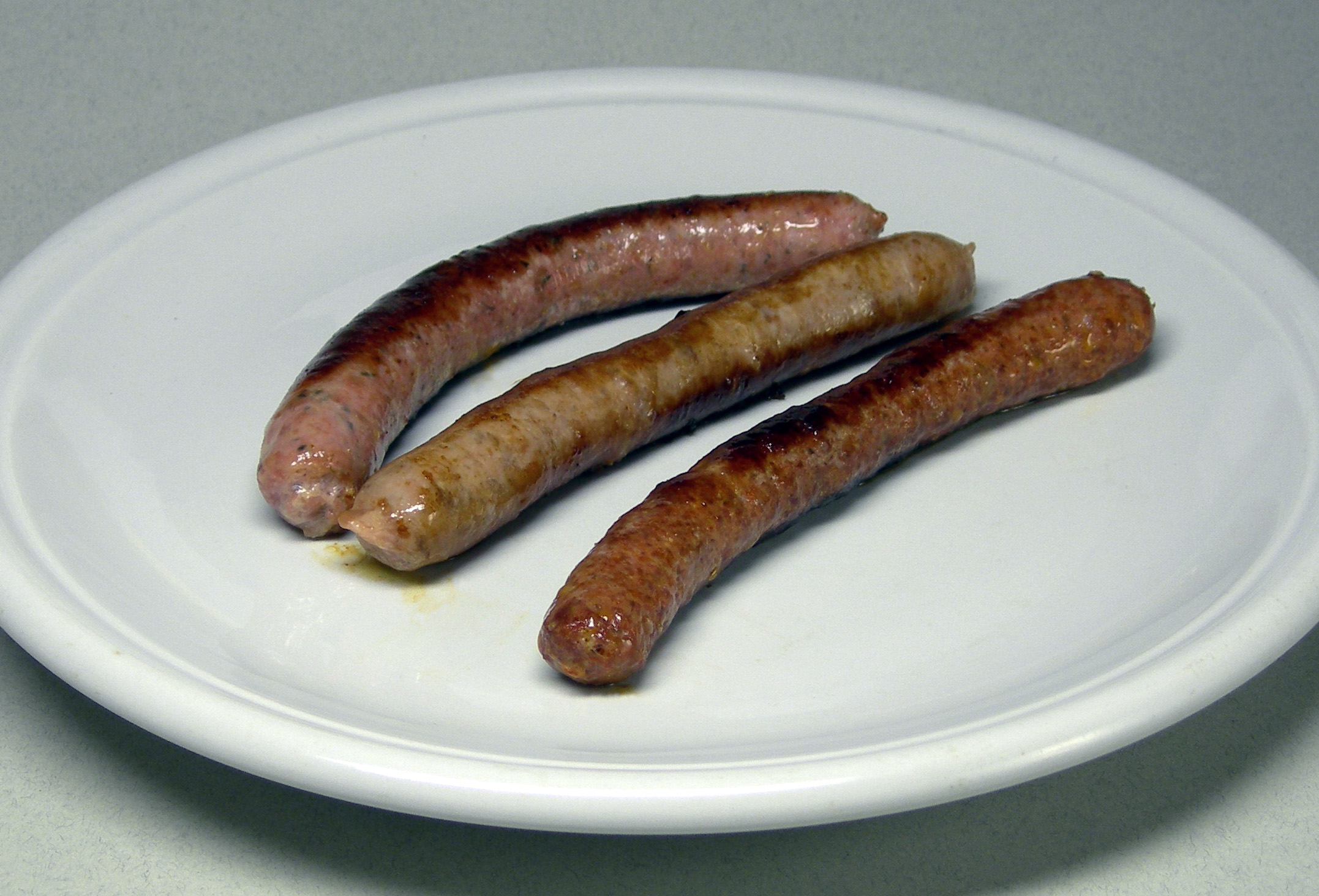
Một dĩa xúc xích nướng

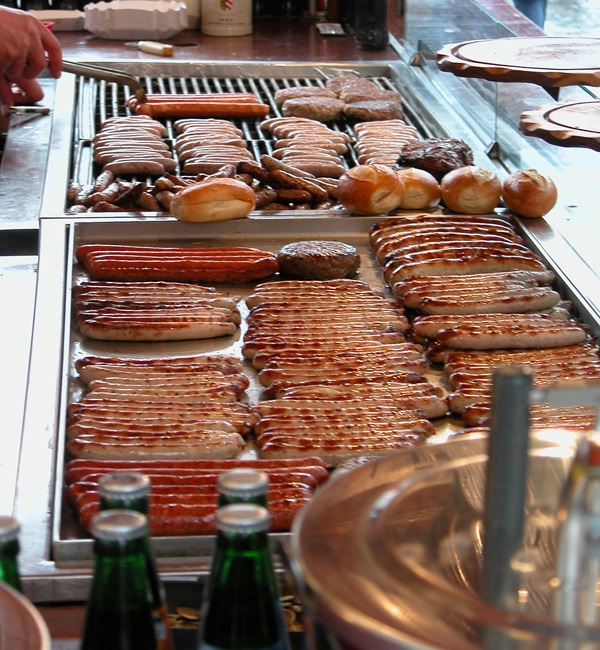
Các loại xúc xích Bratwürste trong một gian hàng ở Nuremberg

Xúc xích Bratwurst (tiếng Đức: Bratwurst [ˈbʁaːtvʊɐ̯st], số nhiều Bratwürste có nghĩa là xúc xích nướng kiểu Đức) là một loại xúc xích bắt nguồn từ nước Đức được chế biến từ các nguyên liệu như thịt bê, thịt heo hay thịt bò và được chế biến bằng phương pháp nướng. Ngoài thịt lợn người ta còn dùng cả thịt bò, thịt gia cầm, thịt cừu, thịt ngựa.

## Tổng quan
Thuật ngữ Bratwurst là một từ ghép giữa từ BrAt là một từ tiếng Đức cổ, được sử dụng từ giữa thế kỷ thứ 9 và thế kỷ thứ 11, mang nghĩa là những "thịt không bỏ đi" và Wurst có nghĩa là xúc xích, được bắt nguồn từ "Wirren" nghĩa đen là "tạp nham". Sau này loại xúc xích này được chế biến và ra đời vào khoảng năm 1313 tại vùng Nuremberg.
Xúc xích nước kiểu Đức có vị đặc trưng gồm mùi thịt nướng, cây xúc xích chắc, bụ bẫm hoặc dài và có vỏ bọc ngoài tương đối dai. Đôi khi xúc xích kiểu này còn được nướng cùng với bia.
Xúc xích Bratwürste được phân chia thành ba loại chính gồm:
- Rohwurst (xúc xích thô, chưa qua chế biến) được làm từ thịt sống, mỡ lợn và các loại gia vị khác nhau, được dùng tươi hoặc để phơi khô, ví dụ như Salami, Landjäger, Mettwurst, Teewurst
- Brühwurst (xúc xích luộc) được làm từ các loại thịt xay nhỏ và muối, được ngâm nước sau một khoảng thời gian xông khói nhất định. Trước khi ăn chỉ cần ngâm vào nước nóng một chút, nếu ngâm lâu sẽ bị vỡ.
- Kochwurst (xúc xích được làm từ các nguyện liệu đã chín) được làm từ các nguyên liệu đã được nấu chín, như gan, mỡ,thịt lợn, loại này gồm có Blutwurst, Lerberwurst….